# بيرديغيرا
بلدية بيرديغيرا (بالإسبانية: Perdiguera) هي بلدية تقع في مقاطعة سرقسطة التابعة لمنطقة أراغون شمال شرق إسبانيا.

## الديموغرافيا
بلغ عدد سكان بلدية بيرديغيرا 651 نسمة عام 2011 (وفقاً للمعهد الوطني الإسباني للإحصاء).
| 447 | 446 | 542 | 617 | 647 | 662 | 651 |